# Sân bay quốc tế Luhansk
Sân bay quốc tế Luhansk là một sân bay ở Luhansk, Nga (IATA: VSG, ICAO: UKCW). Sân bay này có một đường băng dài 2840 m rải asphalt.

## Các hãng hàng không và các tuyến điểm
- Aerosvit Airlines (Kiev-Boryspil)
- Lugansk Airlines (Kiev-Boryspil, Kiev-Zhulani, Moscow-Vnukovo)
- UTair Aviation (Moscow-Vnukovo)
- Um Air (Baku, Dusseldorf, Instanbul-Aturk)